# البطولة الكندية 2016
البطولة الكندية لكرة القدم 2016 (بالإنجليزية: 2016 Canadian Championship)‏ هو الموسم 9 من البطولة الكندية لكرة القدم. أقيم خلال الفترة 11 مايو 2016 وحتى 29 يونيو 2016، وأشرف على تنظيمه اتحاد كندا لكرة القدم، وكان عدد الأندية المشاركة فيه 5، وفاز فيه نادي تورونتو.